# Cessey-sur-Tille
Cessey-sur-Tille és un municipi francès, situat al departament de la Costa d'Or i a la regió de Borgonya - Franc Comtat. L'any 2007 tenia 539 habitants.

## Demografia

### Població
El 2007 la població de fet de Cessey-sur-Tille era de 539 persones. Hi havia 196 famílies, de les quals 39 eren unipersonals (27 homes vivint sols i 12 dones vivint soles), 71 parelles sense fills, 82 parelles amb fills i 4 famílies monoparentals amb fills.
La població ha evolucionat segons el següent gràfic:
Habitants censats

### Habitatges
El 2007 hi havia 221 habitatges, 204 eren l'habitatge principal de la família, 5 eren segones residències i 12 estaven desocupats. 216 eren cases i 5 eren apartaments. Dels 204 habitatges principals, 191 estaven ocupats pels seus propietaris, 12 estaven llogats i ocupats pels llogaters i 1 estava cedit a títol gratuït; 6 tenien dues cambres, 15 en tenien tres, 46 en tenien quatre i 137 en tenien cinc o més. 177 habitatges disposaven pel capbaix d'una plaça de pàrquing. A 73 habitatges hi havia un automòbil i a 124 n'hi havia dos o més.

### Piràmide de població
La piràmide de població per edats i sexe el 2009 era:
| Homes | Edats   | Dones |
| ----- | ------- | ----- |
| 0     | 95 o +  | 0     |
| 0     | 90 a 94 | 4     |
| 8     | 85 a 89 | 4     |
| 0     | 80 a 84 | 8     |
| 8     | 75 a 79 | 4     |
| 4     | 70 a 74 | 4     |
| 12    | 65 a 69 | 12    |
| 12    | 60 a 64 | 12    |
| 8     | 55 a 59 | 20    |
| 8     | 50 a 54 | 12    |
| 24    | 45 a 49 | 16    |
| 20    | 40 a 44 | 24    |
| 12    | 35 a 39 | 20    |
| 28    | 30 a 34 | 20    |
| 4     | 25 a 29 | 0     |
| 4     | 20 a 24 | 20    |
| 20    | 15 a 19 | 12    |
| 36    | 10 a 14 | 4     |
| 20    | 5 a 9   | 32    |
| 4     | 0 a 4   | 4     |

## Economia
El 2007 la població en edat de treballar era de 359 persones, 290 eren actives i 69 eren inactives. De les 290 persones actives 281 estaven ocupades (155 homes i 126 dones) i 10 estaven aturades (5 homes i 5 dones). De les 69 persones inactives 31 estaven jubilades, 23 estaven estudiant i 15 estaven classificades com a «altres inactius».

### Ingressos
El 2009 a Cessey-sur-Tille hi havia 210 unitats fiscals que integraven 550 persones, la mediana anual d'ingressos fiscals per persona era de 21.442 €.

### Activitats econòmiques
Dels 13 establiments que hi havia el 2007, 1 era d'una empresa alimentària, 1 d'una empresa de fabricació de material elèctric, 3 d'empreses de construcció, 1 d'una empresa de comerç i reparació d'automòbils, 1 d'una empresa de transport, 1 d'una empresa d'hostatgeria i restauració, 2 d'empreses immobiliàries, 2 d'empreses de serveis i 1 d'una empresa classificada com a «altres activitats de serveis».
Dels 4 establiments de servei als particulars que hi havia el 2009, 1 era un paleta, 1 lampisteria, 1 electricista i 1 restaurant.
L'únic establiment comercial que hi havia el 2009 era una fleca.
L'any 2000 a Cessey-sur-Tille hi havia 10 explotacions agrícoles que ocupaven un total de 596 hectàrees.

## Equipaments sanitaris i escolars
El 2009 hi havia 1 escola maternal integrada dins d'un grup escolar amb les comunes properes formant una escola dispersa i 1 escola elemental integrada dins d'un grup escolar amb les comunes properes formant una escola dispersa.

## Poblacions més properes
El següent diagrama mostra les poblacions més properes.